# Henri-Georges Clouzot
Henri-Georges Clouzot, född 20 november 1907 i Niort, död 12 januari 1977 i Paris, var en fransk filmregissör, manusförfattare och filmproducent. Hans kanske mest kända filmer är Fruktans lön (1953) och De djävulska (1955).

## Biografi
Henri-Georges Clouzot var först verksam som manusförfattare innan han 1942 började regissera. Mest arbetade han i detektiv- och skräckfilmsgenren. Hans debutfilm producerades av ett nazistägt bolag och han bojkottades en tid efter andra världskriget.
Flera av hans filmer har ansetts som sadistiska på grund av sina excesser i skräckeffekter och sin blandning av våld och fars. Allmänt erkännande fick han emellertid för filmen Mysteriet Picasso (1956), en av de mest betydande konstfilmer som gjordes vid den tiden.
Filmen Tittaren (1968) ger uttryck för en djupt pessimistisk livssyn, och tekniskt sett var den en av hans större framgångar.
Henri-Georges Clouzot var (tillsammans med Robert Bresson) Frankrikes största namn under 1950-talet och lät ofta sin fru Véra Clouzot spela en bärande roll.

## Filmografi, i urval
- 1942 – Mördaren utan ansikte (L'Assassin habite... au 21)
- 1943 – Korpen (Le Corbeau)
- 1947 – Polishuset (Quai des Orfèvres)
- 1949 – Manon (Manon)
- 1953 – Fruktans lön (Le Salaire de la peur)
- 1955 – De djävulska (Les Diaboliques)
- 1956 – Mysteriet Picasso (Le Mystère Picasso)
- 1960 – Sanningen (La vérité)
- 1968 – Tittaren (La Prisonnière)